# Caligo prometheus
Caligo prometheus är en fjärilsart som beskrevs av Vincenz Kollar 1849. Caligo prometheus ingår i släktet Caligo och familjen praktfjärilar. Inga underarter finns listade i Catalogue of Life.